# Ganganagar
Ganganagar là một thành phố và là nơi đặt hội đồng đô thị (municipal council) của quận Ganganagar thuộc bang Rajasthan, Ấn Độ.

## Địa lý
Ganganagar có vị trí 29°55′B 73°53′Đ / 29,92°B 73,88°Đ Nó có độ cao trung bình là 164 mét (538 feet).

## Nhân khẩu
Theo điều tra dân số năm 2001 của Ấn Độ, Ganganagar có dân số 210.788 người. Phái nam chiếm 55% tổng số dân và phái nữ chiếm 45%. Ganganagar có tỷ lệ 71% biết đọc biết viết, cao hơn tỷ lệ trung bình toàn quốc là 59,5%: tỷ lệ cho phái nam là 76%, và tỷ lệ cho phái nữ là 64%. Tại Ganganagar, 13% dân số nhỏ hơn 6 tuổi.